# Enfermedad de Dent
La enfermedad de Dent es una enfermedad rara de carácter hereditario y origen genético, debida a una mutación en un gen localizado en el cromosoma X. Afecta a los riñones, concretamente al túbulo renal, provocando proteinuria, hipercalciuria, nefrolitiasis, nefrocalcinosis e insuficiencia renal crónica. Con frecuencia es causa de complicaciones que afectan a los huesos, entre ellas raquitismo y osteomalacia.

## Historia
Fue descrita en 1964 por Charles Enrique Dent y M. Friedman tras estudiar a dos pacientes de sexo masculino, originarios de Inglaterra, que presentaban raquitismo asociado a una nefropatía. Posteriormente se diferenciaron dos subtipos: enfermedad de Dent tipo 1, en el que predominan las manifestaciones renales, y enfermedad de Dent tipo 2, en el que aparecen, además, otros síntomas como hipotonía muscular, catarata y déficit intelectual leve.

## Causa

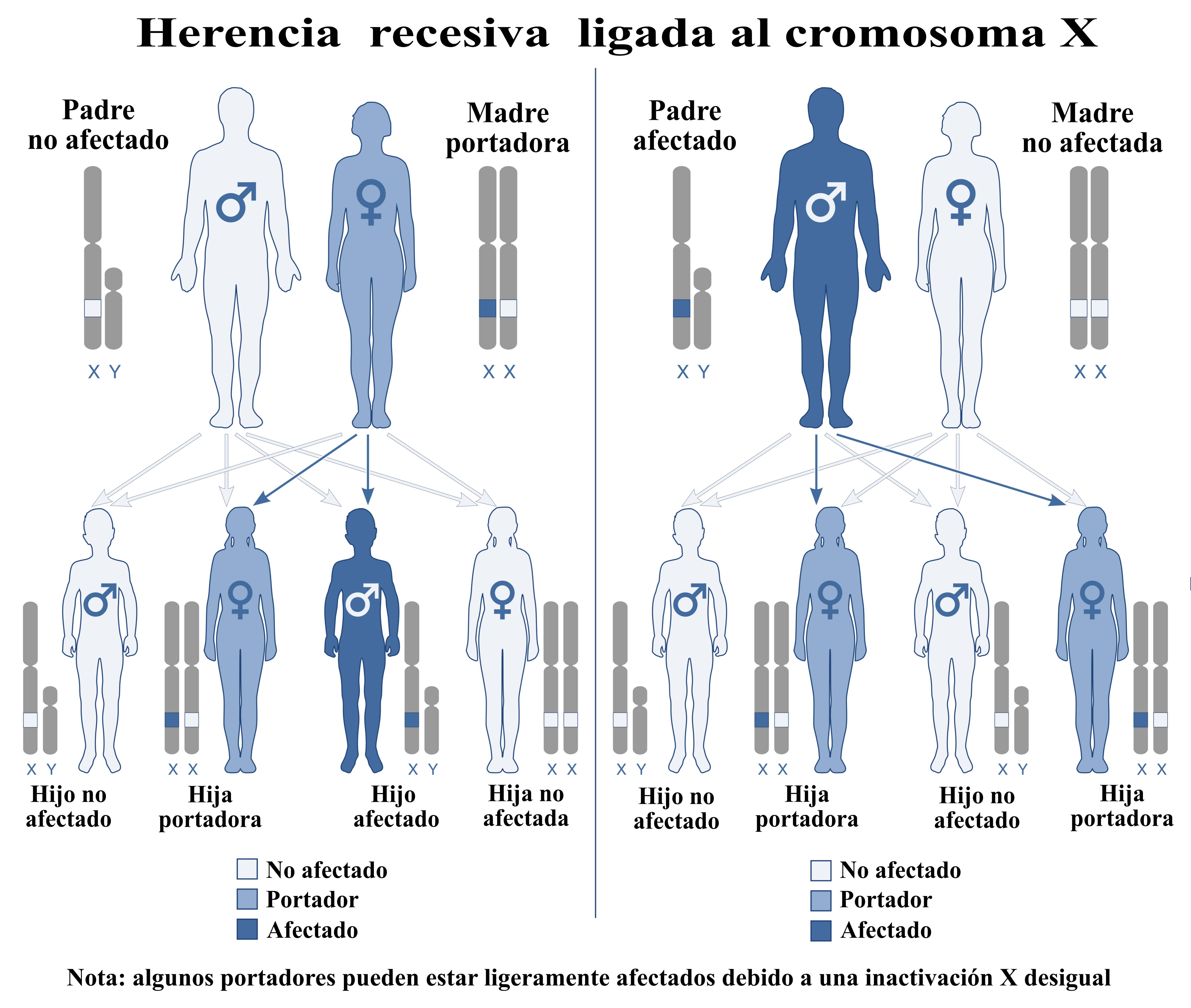

La enfermedad se debe a una mutación genética que afecta a un gen localizado en el cromosoma X. Debido a su baja incidencia, a veces es diagnosticada como hipercalciuria idiopática (exceso de calcio en la orina por causas indeterminadas).Usualmente, más que una sola enfermedad describe un grupo de desórdenes familiares. La causa es genética alteración o mutaciones con déficit de función. Este desorden es debido a mutaciones genéticas en el canal de cloro, en los genes CLCN5 ( Dent 1) u OCRL1 ( Dent 2). Herencia recesiva ligada al cromosoma X.
Debido a su baja incidencia por lo general es diagnosticada como Hipercalciuria Idiopática (exceso de calcio en la orina de causas indeterminadas).

## Síntomas
Afecta casi exclusivamente a varones. En cuanto a la esperanza de vida, el pronóstico es bueno; sin embargo, gran parte de los pacientes presentan insuficiencia renal terminal entre los 30 y 50 años.
- Sed intensa y tendencia a la deshidratación.
- Poliuria (eliminación de gran cantidad de orina).
- Nefrolitiasis (cálculos en riñón y vías urinarias).
- Hipercalciuria (es una excreción urinaria de calcio superior a 4 mg/kg/día, en el contexto de una dieta normal en calcio, proteínas y sodio).
- Tendencia a presentar raquitismo y osteomalacia.

## Tratamiento
No existe un tratamiento curativo de la enfermedad; tan solo un abordaje farmacológico de mantenimiento:
- Diuréticos tiazídicos y amilorida (aumentan la reabsorción de calcio en el túbulo distal).
- En pacientes con osteomalacia se emplean suplementos de vitamina D.

## Ayuda social
El cuadro se ha diagnosticado en unas 250 familias. En España existe la Asociación de la enfermedad de Dent (Asdent), cuyo objetivo es dar a conocer la enfermedad para favorecer su investigación. El Rare Kidney Stone Consortium (RKSC), un consorcio para ayudar a pacientes y especialistas de enfermedades raras, ha creado una lista de afectados por la enfermedad para ayudar a los médicos en su diagnóstico.